# Kapverdieping

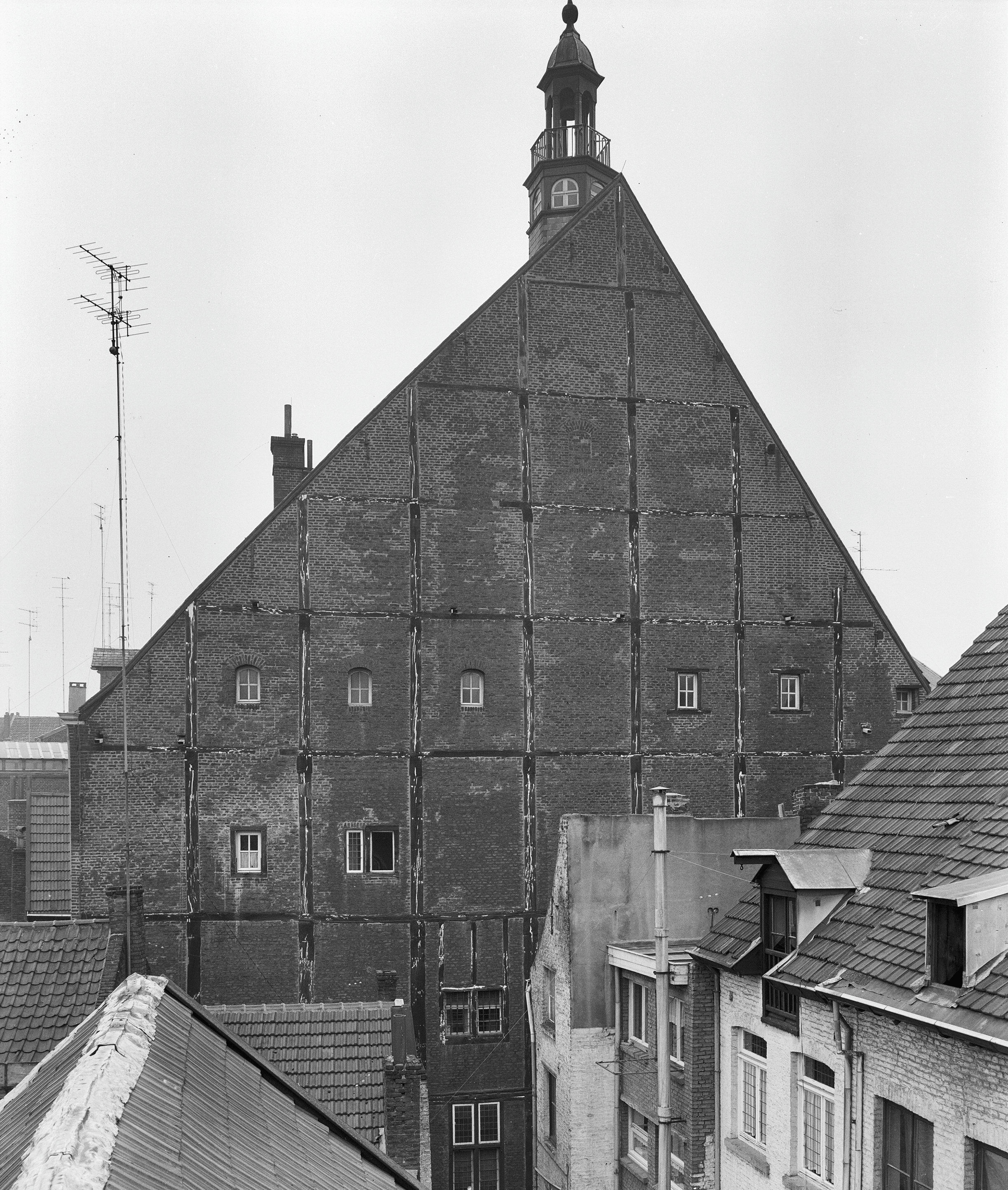
Zijgevel van het Dinghuis in Maastricht met 4 of 5 kapverdiepingen

Een kapverdieping is een verdieping onder het dak (of kap) van een gebouw. Een kapverdieping kan gezien worden als een extra bouwlaag, evenals een souterrain of een kelderverdieping. Een gebouw kan dus, vanaf de straat gezien, drie verdiepingen tellen, maar inclusief de kelder- en kapverdieping(en) uit vijf of zes bouwlagen bestaan.
De zolder van een gebouw kan één of meerdere kapverdiepingen herbergen. In het algemeen wordt de term kapverdieping gebruikt voor een verdieping onder de kap waar gewoond of gewerkt kan worden. Een lage zolder of vliering wordt dan niet als kapverdieping gezien.
Sommige gebouwen met hoge daken hebben meerdere kapverdiepingen, soms wel vier of vijf. In een stad als Maastricht, waar de oudere huizen meestal hoge daken hebben, zijn twee of drie kapverdiepingen geen uitzondering. Ook in de moderne architectuur worden hoge daken met meerdere kapverdiepingen soms toegepast. Voorbeelden daarvan zijn het Witte Huis en de Blaaktoren, beide in Rotterdam.
kruipruimte · kelder · souterrain · parterre · bel-etage · tussenvloer · vide · zolder · vliering